# Teresa Lampreia
Teresa Lampreia es una directora de series y novelas de la Rede Globo.

## Trabajos en televisión
- 2016 - Haja Coração .... Dirección
- 2014 - La sombra de Helena .... Dirección[1]
- 2012/13 - Flor del Caribe .... Dirección[2]
- 2011/12 - La vida sigue .... Dirección[3]
- 2010 - Especial de Natal: "Nosso Querido Trapalhão" .... Dirección General[4]
- 2009/10 - Vivir la vida (telenovela) .... Dirección[5]
- 2006/07 - Páginas de la vida (telenovela) .... Dirección[6]
- 2005 - América (telenovela) .... Dirección[7]
- 2003 - La casa de las siete mujeres (miniserie) .... Dirección[8]
- 2001/02 - El clon (telenovela) .... Dirección[9]
- 2000 - Aquarela do Brasil (miniserie) .... Asistente de dirección[10]
- 1999 - Terra Nostra (telenovela) .... Asistente de dirección[11]
- 1997/8 - Hilda Furacão (miniserie) .... Asistente de dirección[12]
- 1996/7 - O Amor Está no Ar (telenovela) .... Asistente de dirección[13]